# برايان سوي
برايان سوي (بالإنجليزية: Brian Soi)‏ هو لاعب كرة قدم أمريكية أمريكي، ولد في 3 مايو 1985 في هونولولو في الولايات المتحدة.